# 董文渊
董文渊（1919年—1996年），中国象棋、围棋棋手。因棋风犀利，常出妙着，固有“小杭州”之绰号，同“小剃头”林荣兴、“小煞星”叶景华、“小湖北”雷海山合称上海“四小”。17岁夺得杭州市冠军，第二年一连获得山东、福建、浙江、江苏四省的象棋赛冠军，所以他又有“四省棋王”之称号。 1956年，董文渊因作风方面的问题，被送至黑龙江服刑，刑满后返回杭州。1962年的全国围棋比赛上，董文渊又因作风问题，被国家体委内部通报批评并除名，之后永不再用。晚年，董文渊被送至街道敬老院休养。